# El Cielo (formație)
El Cielo este o formație argentiniană de rock alternativ și progresiv. Membrii formației sunt:
- Fernando Rinero
- Gastón Suárez
- Sebastián Romeo
- Daniel García
- Tomás Ayala

## Discografie
- Punto Final (2006)